# Бойе, Константин Фёдорович
Константин Фёдорович Бойе (1871 — ?) — русский революционный деятель.

## Биография
Константин Бойе родился в Козельске около 1871 года в мещанской семье (по другим данным — в Москве). Окончил земскую школу и ремесленное училище. Работал токарем на заводе Вейхельта в Москве.
В 1893—1895 годах был активным членом Московской группы социал-демократов, организатором рабочих кружков и одним из ближайших помощников А. В. Мандельштама. В апреле 1894 года на его квартире (Немецкая, ныне Бауманская улица, 23) состоялось собрание представителей рабочих кружков около 15 предприятий Москвы, где был образован Центральный рабочий кружок, в состав которого вошли К. Ф. Бойе, А. Д. Карпузи, Е. И. Немчинов, Ф. И. Поляков и другие. В дальнейшем на его основе был создан Московский рабочий союз.
С июня 1895 года К. Ф. Бойе участвовал в руководстве социал-демократическим движением в Москве. 16 августа 1895 года был арестован и привлечён по делу С. И. Мицкевича, А. В. Мандельштама и других. После отбывания тюремного заключения 5 февраля 1897 года был выслан на три года в Архангельскую губернию. Там он принимал участие в одном из первых в Архангельске социал-демократических рабочих кружков. Изучив английский язык, уехал в Англию. Вернулся в Россию, в 1905 году вёл социал-демократическую пропаганду среди рабочих Архангельска. В дальнейшем отошёл от революционной деятельности.